# Mansigné

Mansigné este o comună în departamentul Sarthe, Franța. În 2009 avea o populație de 1,579 de locuitori.